# Urera guanacastensis
Urera guanacastensis är en nässelväxtart som beskrevs av A.K.Monro och Al.Rodr.. Urera guanacastensis ingår i släktet Urera och familjen nässelväxter. Inga underarter finns listade i Catalogue of Life.